# Giovanni Battista Aleotti

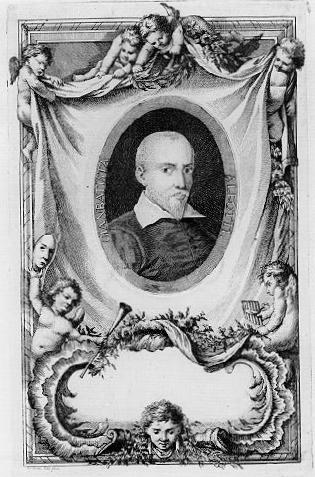
Giovanni Battista Aleotti

Giovanni Battista Aleotti (* 1546 in Argenta; † 1636 in Ferrara), genannt d’Argenta, war ein italienischer Architekt und Ingenieur. Er diente den Päpsten seiner Zeit als Wasserbauingenieur, Festungsbauer, Architekt von Profan- und Sakralbauten, Kartograph und Geometer.
Aleottis Kenntnisse der antiken und zeitgenössischen italienischen Architektur führten zur Entfaltung seines eigenen Baumeister-Ideals, das er als „architetto mathematico“ bezeichnete. Zu hoher Perfektion gelangte er auf dem Gebiet der Bühnen- und Theaterarchitektur. Das einzige erhaltene Werk ist das Teatro Farnese in Parma. Es markiert den Übergang vom ephemeren Turniertheater zum barocken Hoftheater. Die hier erstmals nachweisbare Kulissenbühne wird zum Vorbild für Generationen italienischer Theaterbauer. Seine architektonische Formensprache ist durch die Spannung zwischen der Tradition des Manierismus und Anregungen des Barock geprägt. Im Kirchenbau experimentierte er auch mit dem hexagonalen Grundriss, der als antikes Vorbild im Zentralbau an der Via Praenestina in Rom bestand.
Neben dem Teatro Farnese in Parma 
gehören zu seinen bekanntesten Bauten:
- Santa Maria del Quartiere in Bologna
- die Universität von Ferrara (1610)
- die Villa Rocca Scandiano der Familie Boiardo